# Torngatské hory
Torngatské hory (anglicky Torngat Mountains) je pohoří v severním, respektive severovýchodním výběžku Labradorského poloostrova, v provinciích Newfoundland a Labrador a Québec, ve východní části Kanady.
Torngatské hory jsou nejvyšším pohořím Labradorského poloostrova a nejvyšším pohořím pevninského kanadského štítu.
Dříve byla jako nejvyšší hora pohoří uváděná Cirque Mountain (1 568 m), nyní třetí nejvyšší vrchol, po horách Mount Caubvick (1 652 m) a Torngarsoak Mountain (1 595 m).
Část pohoří je od roku 2005 součástí Národního parku Torngatské hory.
Torngatské hory jsou tvořeny především prekambrickými rulami.

## Geografie
Ze západu je pohoří obklopeno Ungavským zálivem, z východu Labradorským mořem. Torngavské hory mají délku okolo 300 km, jsou součástí Arktických Kordiller. Západní část pohoří tvoří permafrost, na východně straně hor se nachází jen místy. Východní pobřeží je rozčleněné řadou fjordů.